# Ферран, Пэтси
Патриция «Пэтси» Ферран (род. 25 ноября 1989, Валенсия, Испания) — британская актриса театра, кино и телевидения испанского происхождения, лауреат Премии Лоренса Оливье за лучшее исполнение главной женской роли в пьесе.

## Ранние годы
Ферран родилась в Валенсии в 1989 году, оба её родители испанцы. Семья переехала в Англию, когда Ферран была ребёнком. Она получила среднее образование в монастырской школе для девочек в Суррее. До 18 лет занималась не только актёрским мастерством, но и балетом. Драматическое искусство изучала в Университете Бирмингема, затем в Королевской академии драматического искусства, откуда выпустилась в 2014 году.

## Театр
Дебют на лондонской сцене состоялся в 2014 году, когда она исполнила роли Эдит в «Веселом привидении» в театре Гилгуд и Джима в «Острове сокровищ» в Национальном театре, где её партнёром был Артур Дарвилл. В 2015 году играет роль Порции в «Венецианском купце» Королевской шекспировской компании, в 2016 году возвращается в Национальный театр в роли Селии в «Как вам это понравится» (оба спектакля в постановке режиссера Полли Финдли). 
Признание и известность ей приносит череда ролей в театре Алмейда. В 2018 году играет в пьесе Теннеси Уильямса «Лето и дым». За своё исполнение получает премию Лоренса Оливье и Премию кружка театральных критиков. В 2019 году играет Ольгу в «Трёх сёстрах», в 2022 Бланш Дюбуа в «Трамвае «Желание»», в состав которой ввелась за четыре дня после ухода из постановки Лидии Уилсон и за которую получила вторую Премию кружка театральных критиков.
Среди последних театральных работ главная роль в «Пигмалионе» на сцене театра Олд Вик.

## Фильмография
| Год       |     | Русское название        | Оригинальное название | Роль           |
| --------- | --- | ----------------------- | --------------------- | -------------- |
| 2017      | ф   | Тюльпанная лихорадка    | Tulip Fever           | проститутка    |
| 2017      | ф   | Божья земля             | God's Own Country     | Робин          |
| 2017      | ф   | Тёмные времена          | Darkest Hour          | горничная      |
| 2017      | мтф | Герилья                 | Guerrilla             | Гвен           |
| 2017—2019 | с   | Джеймстаун              | Jamestown             | Мёрси Миртл    |
| 2017—2017 | с   | Уилл                    | Will                  | Пэг            |
| 2019      | ф   | Как создать девушку     | How to Build a Girl   | Бьорк          |
| 2020      | мтф | Чёрный нарцисс          | Black Narcissus       | сестра Бланш   |
| 2021      | ф   | Том и Джерри            | Tom & Jerry           | Джой           |
| 2021      | ф   | Материнское воскресенье | Mothering Sunday      | Милли          |
| 2022      | ф   | Жить                    | Living                | Фиона          |
| 2022      | с   | Жизнь после жизни       | Life After Life       | Памела Тодд    |
| 2023      | ф   | Игра королевы           | Firebrand             | Мария I        |
| 2024      | ф   | Белая птица: Новое чудо | White Bird            | Милль Пититжан |
| 2025      | ф   | Микки 17                | Mickey 17             | Дороти         |
| 2025      | ф   | Горячее молоко          | Hot Milk              | Джульета       |
| 2025      | ф   | Джей Келли              | Jay Kelly             |                |
| 2025      | с   | Мисс Остин              | Miss Austen           | Джейн Остин    |
| 2025      | с   | Чёрное зеркало          | Black Mirror          | гид            |